# 吳縣公主
吴县公主（?—?），中国南北朝齐武帝萧赜之女。
吴县公主在嫁給了琅琊王氏王慈的儿子王观。王慈的弟弟王彬尚吴县公主的姑姑臨海長公主。王观尚吴县公主，拜驸马都尉，吴县公主，修妇礼，婆婆未尝交答。

## 传记资料
- 《南齐書 王慈傳》